# 李永生
李永生（1959年3月—），陕西子长人，汉族，中国共产党党员。中华人民共和国政治人物、第十三届全国人民代表大会解放军和武警部队代表。

## 生平
2018年，李永生被选为解放军和武警部队出席第十三届全国人民代表大会代表丶 中國人民解放軍陸軍少將軍銜丶現任中國人民解放軍陸軍軍官學院政治委員。 。